# Muhanga, Burundi
Muhanga är en kommun i Burundi. Den ligger i provinsen Kayanza, i den centrala delen av landet, 60 km nordost om Burundis största stad Bujumbura.